# Bahía Laura (Santa Cruz)
Bahía Laura era una localidad del departamento Deseado en la provincia de Santa Cruz en la República Argentina. Su origen se vincula con la extensión de la línea telegráfica que unía General Conesa (Provincia de Río Negro) con Cabo Vírgenes (Santa Cruz) entre los años 1899 y 1903. Al realizarse esta obra se crearon gran cantidad de poblados a lo largo de la costa patagónica, algunos como Caleta Olivia pudieron desarrollarse, otros como Mazaredo y Bahía Laura no pudieron crecer y finalmente fueron abandonados.

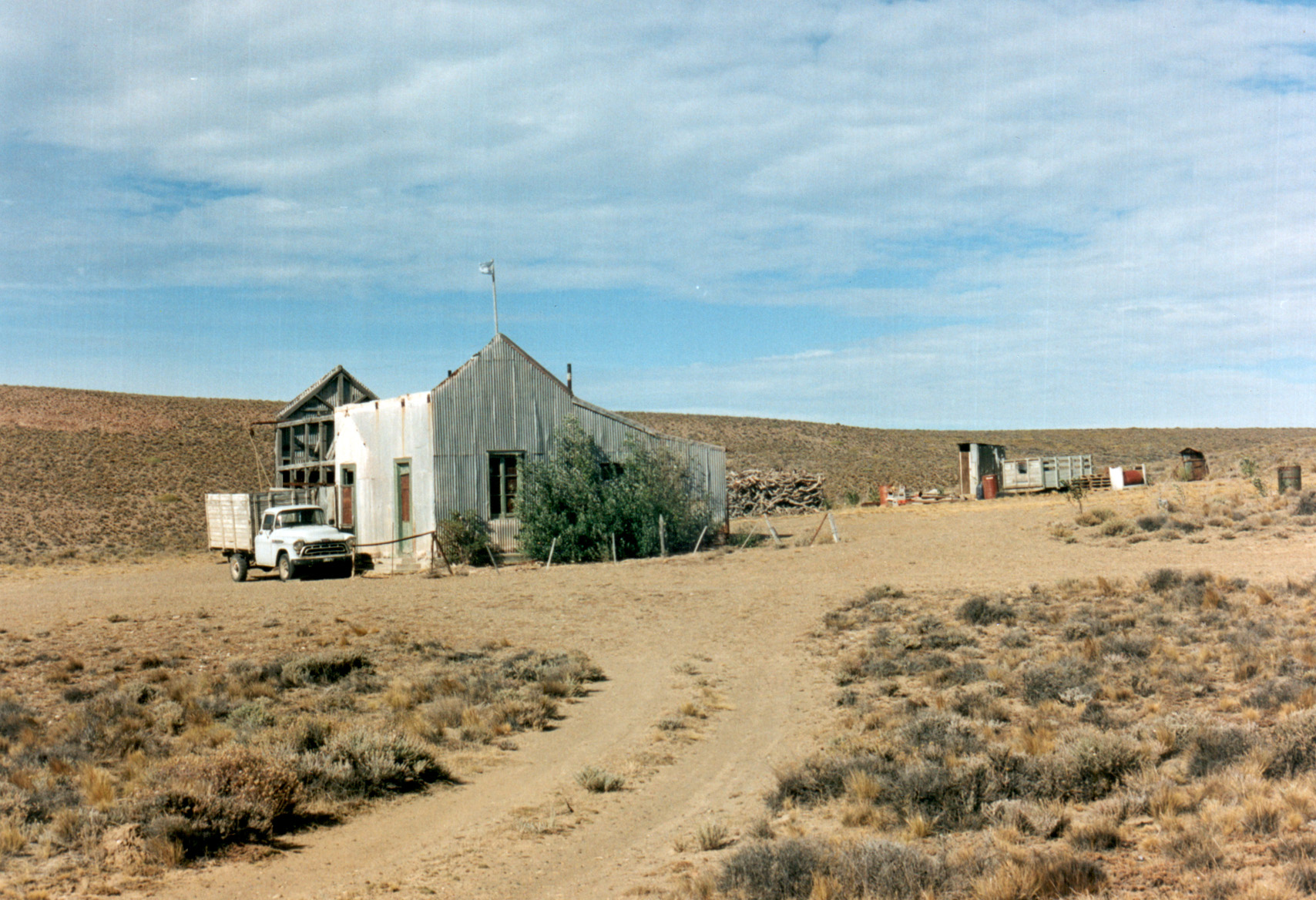
Vista del antiguo edificio del telégrafo de Bahía Laura (foto tomada en enero de 1999).

## Historia
Bahía Laura se originó como oficina telegráfica y postal el día 11 de marzo de 1902. También funcionaba como base de guardahilos para el mantenimiento de la línea telegráfica. El primer edificio construido fue la oficina que era una casilla de madera forrada de chapas de zinc acanaladas, con 5 habitaciones, donde además vivía el personal. El día 14 de octubre de 1909 esta misma oficina es habilitada como Oficina Enroladora, para proporcionar a los varones que cumplían 18 años, la comodidad de registrarse para obtener su Libreta de Enrolamiento.
El día 13 de julio de 1921, por decreto nacional y de acuerdo con el proyecto formulado por la Dirección de Tierras y Colonias, se crean una serie de pueblos, colonias agrícolas, pastoriles y mixtas en los territorios nacionales, entre ellos Bahía Laura. Para ello se dispone una superficie de 2000 hectáreas.
En las primeras décadas del siglo XX se formó un pequeño poblado, el cual brindaba servicios a las estancias de la zona, así como vivía de los viajeros que cruzaban por la ruta de la costa. En el censo de Territorios Nacionales realizado en 1920 figuran censadas 74 personas que habitaban en el ámbito rural en torno a la localidad. Otras informaciones afirman que llegó a tener 2 pequeños hoteles y hasta 25 casas en el año 1923. Desde este pueblo se embarcaba la producción ganadera de la zona (casi exclusivamente lanas y en menor medida cueros), así como también, guano recolectado en la costa de aves marinas.
Ya a mediados de la década de 1930 el pueblo ha perdido impulso, principalmente por la falta de vitalidad del puerto, ya que queda anulado por los puertos de San Julián y Deseado.
En las siguientes décadas el pueblo dejó de ser usado para el embarque de lanas y la traza de la ruta hacia el sur fue desplazada hacia el interior, por lo que quedó cada vez más aislado. De a poco fue quedando deshabitado, quedando sólo la estafeta postal el día 30 de abril de 1964, y finalmente cerrándose ésta el día 16 de mayo de 1975.

## Ubicación geomorfológica
El pueblo se encontraba dentro de una amplia bahía cuyo límite norte lo constituye el Cabo Guardián, y el límite sur es Punta Mercedes. La costa de la bahía propiamente dicha (es decir la bahía Laura)  está formada por numerosos escalones constituidos por sucesivos cordones de playa de cantos rodados con mezclas de cascajos de conchilla de origen pleistocenico y holocénico.

## Reserva Natural Provincial Intangible Bahía Laura
A los pocos años de que el poblado fuera definitivamente abandonado se crea la Reserva Natural Provincial Intangible Bahía Laura por Decreto Provincial 1561 del año 1977. El objetivo de la misma es la preservación de especies y diversidad genética, y de forma específica pretende lograr la conservación de colonias de una gran diversidad de aves marinas.